# Sue Simpkins' Ambition
Sue Simpkins' Ambition è un cortometraggio muto del 1912 diretto da Ralph Ince.

## Produzione
Il film fu prodotto dalla Vitagraph Company of America.

## Distribuzione
Distribuito dalla General Film Company, il film - un cortometraggio in una bobina - uscì nelle sale cinematografiche statunitensi il 28 dicembre 1912. Nel Regno Unito, venne distribuito il 10 aprile 1913.